# Central Florida Tourism Oversight District
Le Central Florida Tourism Oversight District (litt. : district de surveillance du tourisme en Floride centrale — CFTOD) est un district spécial, de Floride chargé des terrains du Walt Disney World Resort. Il est constitué des municipalités de Bay Lake et de Lake Buena Vista, ainsi que de terrains non constitués en municipalité. En 2019, il comprenait 98,4 km2 (38,7 mi2) sur les comtés d'Orange et d'Osceola.
De sa création, en 1967, jusqu'en 2023, le district était dirigé par des représentants de la Walt Disney World Company sous le nom de Reedy Creek Improvement District (litt. : district d'amélioration de Reedy Creek — RCID).

## Histoire

### Origines
Le 11 mars 1966, plusieurs sociétés propriétaires terriens (cf. Walt Disney World Company), toutes des filiales de la Walt Disney Company, pétitionnèrent auprès de la cour de circuit du 9e circuit judiciaire de Floride, qui gère les comtés d'Orange et d'Oceola, afin de faire créer le Reedy Creek Drainage District (district pour le drainage de Reedy Creek) sous la tutelle du chapitre 298 des statuts de l'État de Floride. Après une courte période durant laquelle des propriétaires mineurs au sein du territoire s'opposèrent, le District pour le drainage fut déclaré le 13 mai 1966 et établi comme un organisme public.
L'un des pouvoirs de ce district était de confisquer et acquérir des terrains en dehors de leurs frontières pour un "usage public". Ce pouvoir a été utilisé au moins une fois afin d'obtenir un terrain pour le Canal C-1 (Bonnet Creek) jusqu'au terrain qui est actuellement développé comme le Bonnet Creek Resort, un hôtel n'appartenant pas à Disney.

### Reedy Creek Improvement District
Toutefois la société Disney savait qu'il lui fallait plus de liberté pour réaliser ses plans et elle pétitionna la cour de justice de Floride afin de faire créer le Reedy Creek Improvement District (district pour le développement de Reedy Creek). Ce district devait avoir une totale autonomie vis-à-vis des deux comtés. Le chapitre 67-764 des Lois de Floride, signé le 12 mai 1967 par le gouverneur Claude R. Kirk Jr. (en), officialisa la création de ce district. Deux autres lois furent signées le même jour par le gouverneur : le chapitre 67-1104 donna naissance à la commune de Bay Lake, et le chapitre 67-1965 à celle de Reedy Creek, renommée Lake Buena Vista vers 1970.
Une conférence de presse donnée le 2 février 1967 à Winter Park en Floride en présence de Donn Tatum, le vice-président (à l'époque) de Walt Disney Productions indiqua que le district de développement et les deux villes avaient été créés pour servir « les besoins des résidents ». La société Disney devait avoir son propre gouvernement afin de clarifier l'autorité du district sur les comtés voisins à l'intérieur de ses frontières et en raison de la nature publique des développements prévus. Les frontières des deux villes ne couvraient pas la totalité du district de développement car ne devaient représentée que les lieux où vivraient les résidents.
En 1970, le district émet un code de l'urbanisme spécial nommé EPCOT Building Code, permettant de construire des bâtiments sur le domaine avec la plupart des règles d'urbanismes fédérales mais aussi des dérogations spéciales autorisant les châteaux et autres édifices peu courants dans d'autres lieux que les parcs à thèmes.
Le 20 février 2014, la société Harvest Power annonce avoir obtenu un contrat du Reedy Creek Improvement District pour construire une usine de méthanisation et produire de l'électricité à partir des déchets alimentaires du site de Disney World.
Le 20 février 2018, le Reedy Creek Improvement District annonce la construction d'une seconde ferme solaire à Disney World, d'une puissance de 50 MW gérée par Duke Energy et située dans la zone nord-ouest du complexe derrière les golfs Magnolia et Palm.
Le 23 avril 2018, Walt Disney World Resort annonce la construction d'une seconde centrale électrique solaire de 50 MW gérée par Origis Energy pouvant alimenter deux parcs à thèmes,.
Le 25 juin 2018, le Reedy Creek Improvement District confirme avoir été victime en février d'un hameçonnage à hauteur de 94 000 dollars par deux hommes prétendants un changement de banque d'un entrepreneur, qui ont été arrêtés en Louisiane.

#### Toponymie
Le nom Reedy Creek vient d'une rivière naturelle traversant principalement les territoires non développés à l'est de Haines City. Elle entre dans le domaine de Disney à l'ouest de Celebration après avoir coupé l'Interstate 4, puis coule entre Disney's Animal Kingdom et Disney's Blizzard Beach et enfin sort par le nord à l'extrême limite de la ville de Bay Lake et du Magic Kingdom.

#### Compétences

Logo du district sous son ancien nom.

Le district est dirigé par un comité de supervision de 5 membres, élus par les propriétaires terriens du district. Ces membres sont tous des hauts responsables de Walt Disney World Company et chacun possède un terrain de 20 000 m2 non développé, le seul terrain du district non techniquement contrôlé par Disney ou utilisé pour l'usage des voies publiques.
Les seuls résidents du district, aussi employés de Disney, vivent dans deux communautés, une dans chacune de deux villes. En 2000, la ville de Bay Lake comptait 23 habitants sur la rive nord du lac Bay Lake et Lake Buena Vista comptait 16 habitants au nord de la Central Shop South, situé à environ 1 km de Downtown Disney. Ces habitants élisent les officiels du district mais comme ils ne sont pas propriétaires terriens ils ne peuvent élire les membres du comité de supervision.
Le siège du district est situé dans un bâtiment de Lake Buena Vista, à l'est de Downtown Disney. Toutes les activités publiques sont menées par le district et non par les villes qui ne sont que des formalités. Ainsi les acquisitions et ventes de terrains à l'ouest du domaine ont été réalisées par le district et non par la ville de Bay Lake.

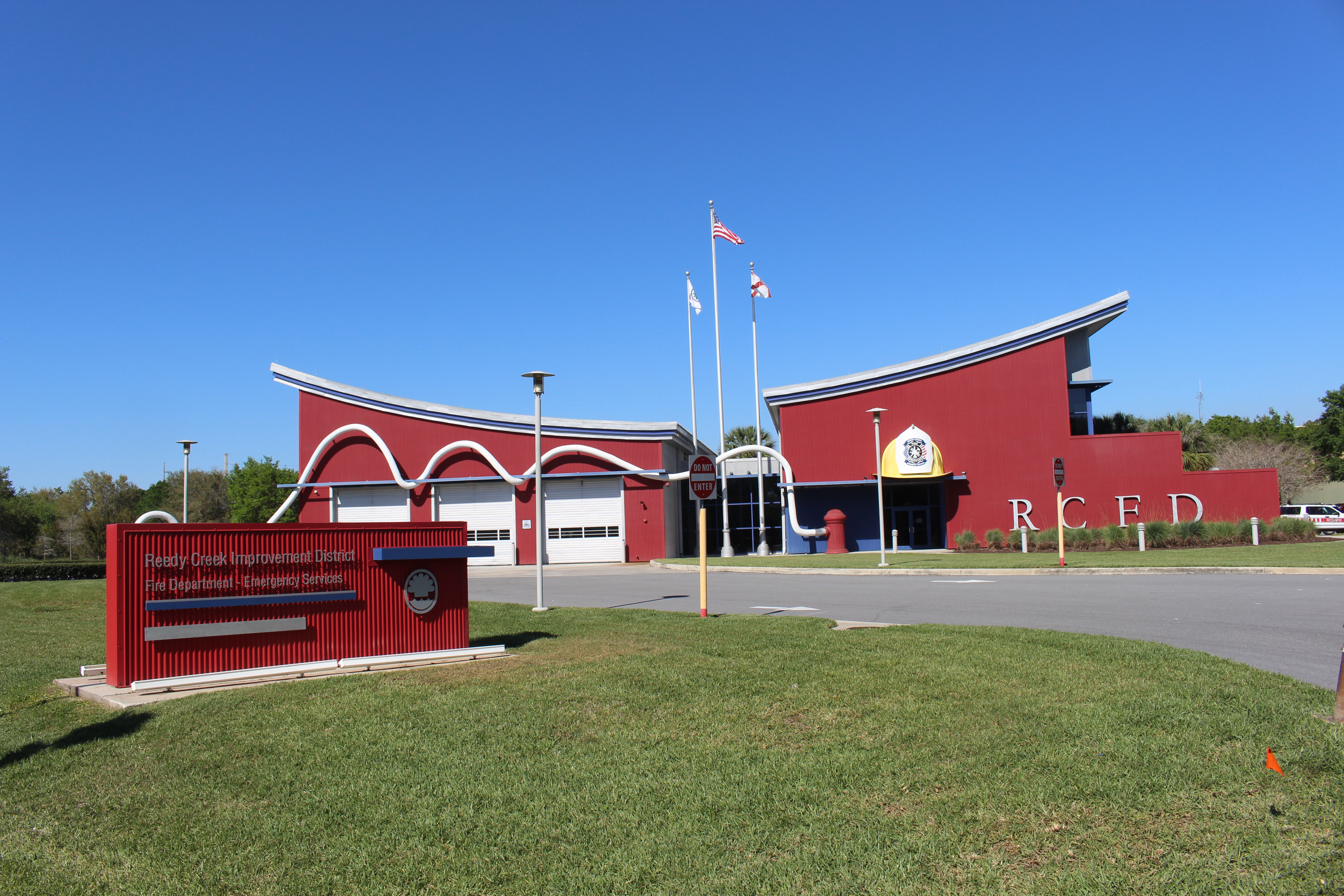
Caserne de pompiers no 4 du District.

Voici la liste des services du district :
- Protection incendie et urgences médicales : grâce à 4 stations de pompiers et une étroite collaboration avec l'hôpital de Celebration.
- Protection de l'environnement : de nombreux terrains ont été offerts au département de la régulation environnementale de Floride et au District de gestion de l'eau de Floride du sud. Le district collecte les données et assure l'état naturel de marécages.
- Service des bâtiments et usage des terrains : Le district a défini un code allant plus loin que celui de l'État, l'EPCOT Building Codes (code de construction d'Epcot). La plupart des bâtiments peuvent soutenir des vents de 320 km/h. Ils n'ont presque pas été endommagés par les ouragans de 2004.
- Services publics : le traitement des eaux usées, la collecte et l'asséchement des terrains, la production et la distribution électrique, la collecte des déchets solides, la distribution de l'eau, du gaz naturel, du chauffage et de la climatisation au travers de Reedy Creek Energy Services (en) intégré à la Walt Disney World Company
- Routes : la plupart des principales routes sont publiques et donc entretenues par le district, les petites routes, les culs-de-sac dans les parcs et routes privées sont elles entretenues par la maintenance de Disney. L'État de Floride entretient l'Interstate 4 et la U.S. Highway 192 tandis que le comté d'Orange entretient la County Road 535 pour les parties traversant le domaine.

Disney fournit les transports pour les employés et les visiteurs sous la forme de ferries, monorails ou bus sous le nom de Disney Transport. Un service de bus de la société Lynx dessert toutes les 30 minutes le centre-ville d'Orlando, celui de Kissimmee, le Ticket and Transportation Center, les coulisses du Magic Kingdom ainsi qu'un service quotidien de différents endroits principalement pour les équipes de nettoyage.
Le district n'a pas de force de police et ce sont celles des comtés d'Orange et d'Osceola qui répondent en cas d'incidents. Disney possède toutefois un service d'ordre, nommé Disney Security.

#### Évolution du territoire
Le périmètre du district devrait être étendu à la suite de deux achats importants effectués à la fin de 2018, début de 2019. Le 18 décembre 2018, Disney World achète pour 23 millions de dollars le « BK Ranch », un terrain de 965 acres (391 ha) au sud de Celebration, prévu initialement pour des projets immobiliers mais que Disney devrait rendre à l'état sauvage pour développer les autres zones du complexe,,. Et le 9 janvier 2019, Disney achète pour 11 millions de dollars plusieurs terrains totalisant plus de 1 500 acres (607 ha), limitrophes du BK Ranch acheté en décembre 2018 ; terrains détenus par les descendants d'Oren Brown décédé en 1993 qui avait refusé de vendre à Disney dans les années 1960,.

### Révision des statuts
En 2022, une controverse apparait après la présentation d'un projet de loi, dans l'État de Floride, sur les droits parentaux dans l'éducation, visant à interdire au corps enseignant d'aborder les thèmes de l'orientation sexuelle et de l'identité de genre dans l'enseignement primaire. Suivant les demandes de leurs employés de la communauté LGBT et d'une partie de l'opinion publique, la Walt Disney Company choisit de sortir de sa réserve et de prendre position contre cette loi. À la suite de ça, la Législature de Floride adopte une loi visant à la dissolution du RCID en juin 2023 ; cette loi est signée le 23 avril 2022 par le gouverneur de Floride, Ron DeSantis.
En février 2023, lors d'une session spéciale de la législature d'État de Floride, un projet de loi de 189 pages est déposé, visant à amender les statuts du district au lieu de le supprimer. Le texte est adopté par la chambre des représentants le 9 février et par le sénat le lendemain. Le district reste ainsi responsable de ses dettes mais voit ses compétences modifiées et passe sous tutelle de l’État de Floride, avec un conseil d'administration de cinq membres désormais nommés par le gouverneur et confirmés par le sénat,. Enfin, il est renommé Central Florida Tourism Oversight District (district de surveillance du tourisme en Floride centrale).

## Objections contre le district
L'Improvement District a des pouvoirs presque sans limites sur son territoire, la première fois pour une société privée aux États-Unis. Ainsi Disney pourrait construire une centrale nucléaire pour ses besoins sans que les villes alentour puissent l'empêcher. Disney préféra toutefois construire une centrale thermique complétant l'énergie provenant des villes avoisinantes ainsi qu'une station de recyclage écologique utilisant des jacinthes d'eau dont les déchets permettent de produire du méthane. Le district, comme toute ville, peut émettre des obligations à taux zéro pour des projets internes. Cela devint un point de discorde quand l'État de Floride promulgua en 1985 une loi limitant le nombre d'obligations émises en Floride. Les obligations éligibles furent choisies aléatoirement, forçant le district à contrer le comté d'Orange, qui avait prévu de construire des maisons à faibles revenus en 1989.
Un autre des pouvoirs du district est celui d'ignorer les lois, celle de l'État de Floride, pour ce qui concerne la répartition et l'usage des terrains. La loi nommée Development of Regional Impact définie quelques années plus tard par l'État de Floride n'a pas été appliquée dans le district et Disney a continué de construire des attractions et des hôtels. Toutefois Disney se doit de payer les différentes taxes en usages dans les deux comtés telles que les taxes sur les achats et ventes de terrains.
Les zones résidentielles planifiées au début du projet Epcot ne furent jamais réalisées peut-être car Disney avait peur de perdre le contrôle total du district, comme le déclare Richard Foglesong dans son livre Married to the Mouse: Walt Disney World and Orlando
La ville de Celebration fut, elle, disjointe du district afin de dissocier les pouvoirs du district sur la ville et sur le complexe de loisirs. Les résidents de Celebration ne peuvent donc pas (plus) "participer" aux réunions de la « commune » du district. De plus la ville est considérée comme intégrée au comté d'Osceola mais une fine bande de terrain encore intégrée au district de Reedy Creek (une zone de Mickey-no man's land) l'en sépare impliquant la possibilité pour Disney d'agir indirectement sur la ville.